# Алякрицкий, Борис Евгеньевич
Борис Евгеньевич Алякрицкий (1899, Чистополь — 26 ноября 1937, Москва) — советский военно-морской деятель, инженерный работник, начальник Управления кораблестроения Управления Морских Сил РККА, инженер-флагман 2-го ранга (2 декабря 1935).

## Биография
Русский, из дворян, член ВКП(б) в 1919-1937. В  1915- 1917 годах учился на механическом отделении Морского инженерного училища в Кронштадте.
В 1918 году поступил на кораблестроительный факультет Петроградского политехнического института.
Окончил факультет военного кораблестроения Военно-морской академии (1925-1928). Помощник инженер-механика линкора «Марат». Руководитель ленинградской группы Госприёмки кораблей в 1931-1936, начальник Управления кораблестроения Управления Морских Сил РККА.

## Адрес
Москва, Потаповский переулок, дом 9, квартира 105.

## Репрессии
Арестован 10 июля 1937. Военной коллегией Верховного суда СССР 26 ноября 1937 приговорён за "участие в антисоветском военно-фашистском заговоре" к высшей мере наказания. Расстрелян  в Москве 26 ноября 1937. Реабилитирован посмертно 21 июля 1956.